# Ministerios de República Dominicana
Los Ministerios de la República Dominicana, de acuerdo a la Constitución dominicana, son los encargados del despacho de los asuntos de gobierno. Son creados por una ley, que además especifica sus atribuciones. Cada Ministerio está presidido por un ministro y cuenta con los viceministros que se consideren necesarios para el despacho de sus asuntos. Los ministros y viceministros son designados por el Presidente de la República. Los ministros integran el Gabinete del Gobierno.
Los requisitos para ser ministro o viceministro de la República Dominicana son: ser dominicana o dominicano en pleno ejercicio de los derechos civiles y políticos y haber cumplido la edad de veinticinco años. Las personas naturalizadas solo pueden ser ministros o viceministros diez años después de haber adquirido la nacionalidad dominicana. Asimismo, los ministros y viceministros no pueden ejercer ninguna actividad profesional o mercantil que pudiere generar conflictos de intereses.

## Consejo de Ministros
El Consejo de Ministros, es el órgano de coordinación de los asuntos generales del gobierno dominicano y tiene como finalidad organizar y agilizar el despacho de los aspectos de la administración pública en beneficio de los intereses generales de la nación y al servicio de la ciudadanía. Está integrado por el Presidente de la República, el Vicepresidente y los ministros del gabinete.
Desde 2021, la República Dominicana cuenta con 24 Ministerios. El más reciente es el Ministerio de Vivienda y Edificaciones creado en 2021. El actual Gabinete de la República Dominicana está compuesto por los siguientes Ministerios y ministros:
| Departamento o Cartera                                 | Titular actual                            |
| ------------------------------------------------------ | ----------------------------------------- |
| Ministerio de la Presidencia                           | José Ignacio Paliza                       |
| Ministerio Administrativo de la Presidencia            | Andrés Bautista García                    |
| Ministerio de Administración Pública                   | Sigmund Freund Mena                       |
| Ministerio de Agricultura                              | Limber Cruz López                         |
| Ministerio de Cultura                                  | Roberto Ángel Salcedo                     |
| Ministerio de Defensa                                  | Carlos Antonio Fernández Onofre           |
| Ministerio de Deportes y Recreación                    | Kelvin Cruz                               |
| Ministerio de Economía, Planificación y Desarrollo     | Pavel Isa Contreras                       |
| Ministerio de Educación                                | Luis Miguel de Camps                      |
| Ministerio de Educación Superior, Ciencia y Tecnología | Franklin García Fermín                    |
| Ministerio de Energía y Minas                          | Joel Santos                               |
| Ministerio de Hacienda                                 | Magín Javier Díaz                         |
| Ministerio de Industria, Comercio y Mipymes            | Víctor «Itó» Bisonó Haza                  |
| Ministerio de Interior y Policía                       | Faride Virginia Raful Soriano             |
| Ministerio de la Juventud                              | Carlos José Valdez                        |
| Ministerio de Medio Ambiente y Recursos Naturales      | Armando Paíno Henríquez Dájer             |
| Ministerio de la Mujer                                 | Mayra Jiménez                             |
| Ministerio de Obras Públicas y Comunicaciones          | Eduardo Estrella                          |
| Procuraduría General de la República                   | Miriam Germán Brito Yeni Berenice Reynoso |
| Ministerio de Relaciones Exteriores                    | Roberto Álvarez Gil                       |
| Ministerio de Salud Pública y Asistencia Social        | Víctor Atallah Lajam                      |
| Ministerio de Trabajo                                  | Eddy de Jesús Olivares Ortega             |
| Ministerio de Turismo                                  | David Collado Morales                     |
| Ministerio de la Vivienda, Hábitat y Edificaciones     | Carlos Bonilla Sánchez                    |

Para más información sobre este Gabinete y los anteriores, véase el artículo específico.

## Evolución histórica
La Constitución dominicana de 1844 determinaba el número de Secretarías de Estado como cuatro. Para 1916, cuando inicia la ocupación militar estadounidense, había siete oficinas. En 1934, se promulga la Ley n.º 786 sobre Secretarías de Estado, en la cual se mencionan nueve oficinas. La promulgación de la Constitución dominicana de 2010 y el posterior decreto n.º 56-10 del 8 de febrero cambiaron la denominación de Secretaría de Estado por la de Ministerio, al igual que los responsables de esas carteras en lo adelante se llaman Ministros.
Actualmente (enero, 2023) existen 23 Ministerios. Algunos han surgido como escisiones de otras oficinas, mientras que otros han sido formados a partir de comisiones presidenciales o como un proyecto legislativo independiente.
| Secretarías en 1844                                    | Secretarías en 1916                                     | Secretarías en 1934                                                | Ministerios en 2010                                | Ministerios en 2023                                | Fecha de creación |
| ------------------------------------------------------ | ------------------------------------------------------- | ------------------------------------------------------------------ | -------------------------------------------------- | -------------------------------------------------- | ----------------- |
| Secretaría de Estado de la Guerra y Marina             | Secretaría de Estado de Guerra y Marina                 | Secretaría de Estado de lo Interior, Policía, Guerra y Marina      | Ministerio de las Fuerzas Armadas                  | Ministerio de Defensa                              | 1844              |
| Secretaría de Estado de Interior y Policía             | Secretaría de Estado de Interior y Policía              | Secretaría de Estado de lo Interior, Policía, Guerra y Marina      | Ministerio de Interior y Policía                   | Ministerio de Interior y Policía                   | 1844              |
| Secretaría de Estado de Justicia e Instrucción Pública | Secretaría de Estado de Justicia e Instrucción Pública  | Secretaría de Estado de Justicia                                   | Procuraduría General de la República               | Procuraduría General de la República               | 1844              |
| Secretaría de Estado de Justicia e Instrucción Pública | Secretaría de Estado de Justicia e Instrucción Pública  | Secretaría de Estado de Educación y Bellas Artes                   | Ministerio de Educación                            | Ministerio de Educación                            | 1934              |
| Secretaría de Estado de Justicia e Instrucción Pública | Secretaría de Estado de Justicia e Instrucción Pública  | Secretaría de Estado de Educación y Bellas Artes                   | Ministerio de Cultura                              | Ministerio de Cultura                              | 2000              |
| Secretaría de Estado de Hacienda y Comercio            | Secretaría de Estado de Hacienda y Comercio             | Secretaría de Estado del Tesoro                                    | Ministerio de Hacienda                             | Ministerio de Hacienda                             | 1844              |
| Secretaría de Estado de Hacienda y Comercio            | Secretaría de Estado de Hacienda y Comercio             | Secretaría de Estado de Agricultura, Trabajo, Industria y Comercio | Ministerio de Industria y Comercio                 | Ministerio de Industria, Comercio y Mipymes        | 1934 / 1966       |
| Secretaría de Estado de Hacienda y Comercio            | Secretaría de Estado de Hacienda y Comercio             | Secretaría de Estado de Agricultura, Trabajo, Industria y Comercio | Ministerio de Industria y Comercio                 | Ministerio de Energía y Minas                      | 2013              |
| Secretaría de Estado de Hacienda y Comercio            | Secretaría de Estado de Hacienda y Comercio             | Secretaría de Estado de Agricultura, Trabajo, Industria y Comercio | Ministerio de Turismo                              | Ministerio de Turismo                              | 1979              |
|                                                        | Secretaría de Estado de Agricultura e Inmigración       | Secretaría de Estado de Agricultura, Trabajo, Industria y Comercio | Ministerio de Agricultura                          | Ministerio de Agricultura                          | 1854              |
| Ministerio de Trabajo                                  | Secretaría de Estado de Agricultura e Inmigración       | Secretaría de Estado de Agricultura, Trabajo, Industria y Comercio | Ministerio de Trabajo                              | 1930                                               |                   |
| Secretaría de Estado de Relaciones Exteriores          | Secretaría de Estado de Relaciones Exteriores           | Ministerio de Relaciones Exteriores                                | Ministerio de Relaciones Exteriores                | 1874                                               |                   |
| Secretaría de Estado de Fomento y Comunicación         | Secretaría de Estado de Comunicaciones y Obras Públicas | Ministerio de Obras Públicas y Comunicaciones                      | Ministerio de Obras Públicas y Comunicaciones      | 1887                                               |                   |
| Secretaría de Estado de Fomento y Comunicación         | Secretaría de Estado de Comunicaciones y Obras Públicas | Ministerio de Obras Públicas y Comunicaciones                      | Ministerio de Vivienda y Edificaciones             | 2021                                               |                   |
|                                                        | Secretaría de Estado de Sanidad y Beneficencia          | Ministerio de Salud Pública                                        | Ministerio de Salud Pública                        | 1924                                               |                   |
|                                                        | Ministerio de Deporte, Educación Física y Recreación    | Ministerio de Deporte y Recreación                                 | 1974                                               |                                                    |                   |
| Ministerio de la Mujer                                 | Ministerio de la Mujer                                  | 1999                                                               |                                                    |                                                    |                   |
| Ministerio de Medio Ambiente y Recursos Naturales      | Ministerio de Medio Ambiente y Recursos Naturales       | 2000                                                               |                                                    |                                                    |                   |
| Ministerio de la Juventud                              | Ministerio de la Juventud                               | 2000                                                               |                                                    |                                                    |                   |
| Ministerio de Educación Superior, Ciencia y Tecnología | Ministerio de Educación Superior, Ciencia y Tecnología  | 2001                                                               |                                                    |                                                    |                   |
| Presidencia de la República                            | Secretario del Presidente                               | Secretaría de Estado de la Presidencia                             | Ministerio de la Presidencia                       | Ministerio de la Presidencia                       | 1927 / 1972       |
| Presidencia de la República                            | Secretario del Presidente                               | Secretaría de Estado de la Presidencia                             | Ministerio de la Presidencia                       | Ministerio Administrativo de la Presidencia        | 2012              |
| Presidencia de la República                            | Secretario del Presidente                               | Secretaría de Estado de la Presidencia                             | Ministerio de Economía, Planificación y Desarrollo | Ministerio de Economía, Planificación y Desarrollo | 2006              |

### Secretarías y Ministerios de la Cuarta República
En los últimos 60 años el número de Secretarías/Ministerios se ha duplicado. Al inicio del gobierno de los Doce Años de Joaquín Balaguer, en 1966, había 12 Secretarías de Estado. Para 2021, existían 24 Ministerios. A continuación, un cronograma que muestra los cambios de las oficinas gubernamentales a lo largo de la Cuarta República:
Abreviaturas utilizadas: AP – Administración Pública; Dep. y R. – Deporte y Recreación; Edu. Sup. – Educación Superior; Edu. y Cult. – Educación y Cultura; EPyD – Economía, Planificación y Desarrollo; FFAA – Fuerzas Armadas; SPPS – Salud Pública y Prevención Social; VyEd – Vivienda y Edificaciones

## Ubicación de las oficinas gubernamentales
Todas las oficinas del gobierno dominicano están centradas en la ciudad de Santo Domingo, pero están distribuidas en varios puntos de la ciudad. En algunos casos, dos o más Ministerios se encuentran en un mismo edificio o a poca distancia uno de otro, creando grupos de oficinas. La mayor concentración de instituciones gubernamentales está en el sector Gazcue, próximo a la Zona Colonial.

### Palacio Nacional y Oficinas Gubernamentales Juan Bosch

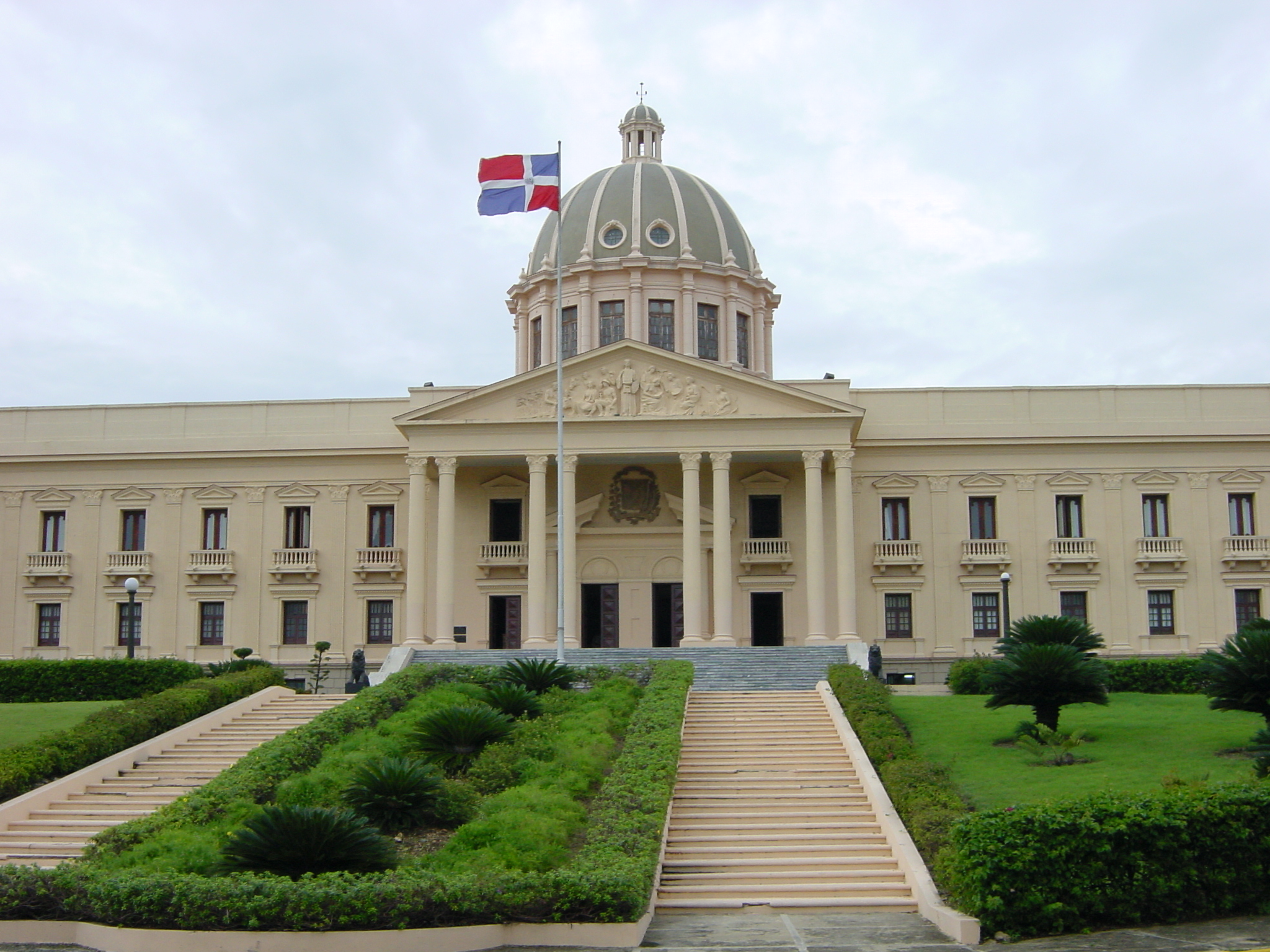
Palacio Nacional

El Palacio Nacional es la sede del Poder Ejecutivo de la República Dominicana. En él se encuentra la oficina del Presidente. Asimismo, debido a su proximidad por las funciones que desempeñan, dentro del Palacio encontramos dos Ministerios:
- de la Presidencia
- Administrativo de la Presidencia

Al otro lado de la Av. México nos encontramos con el edificio de Oficinas Gubernamentales Juan Bosch. Fue designado con ese nombre en 2015 y alberga los siguientes Ministerios:
- de Economía, Planificación y Desarrollo (MEPyD)
- de la Mujer

### Banco Central y Oficinas Gubernamentales Juan Pablo Duarte

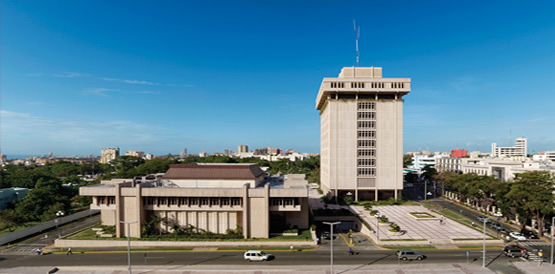
Edificio principal del Banco Central

A unos 600 metros del Palacio Nacional, encontramos la sede del Banco Central de la República Dominicana, rodeado de oficinas relacionadas con esta institución. En este entorno se ubican: la Superintendencia de Seguros, el Palacio de la Policía Nacional, la Dirección General de Impuestos Internos, el Museo Numismático y Filatélico, entre otras oficinas. En cuanto a los Ministerios, tiene sede en esta zona el de Hacienda, así como la Dirección General de Bienes Nacional y la Dirección General de Contrataciones Públicas.
En el edificio de Oficinas Gubernamentales Juan Pablo Duarte están las oficinas del Ministerio de Interior y Policía y la Oficina Nacional de Estadística, dependencia del MEPyD. Este edificio también es conocido popularmente como "El Huacal".

### Plaza de la Cultura
Unos metros al oeste del Banco Central se encuentra la Plaza de la Cultura, donde se ubican el Teatro Nacional Eduardo Brito, la Biblioteca Nacional Pedro Henríquez Ureña y múltiples museos. Al otro lado de la Av. Pedro Henríquez Ureña está el Ministerio de Educación Superior, Ciencia y Tecnología (MESCyT), entre las avenidas México y Máximo Gómez. En frente a esta oficina está la Dirección General de Control de Drogas.

### Centro de los Héroes

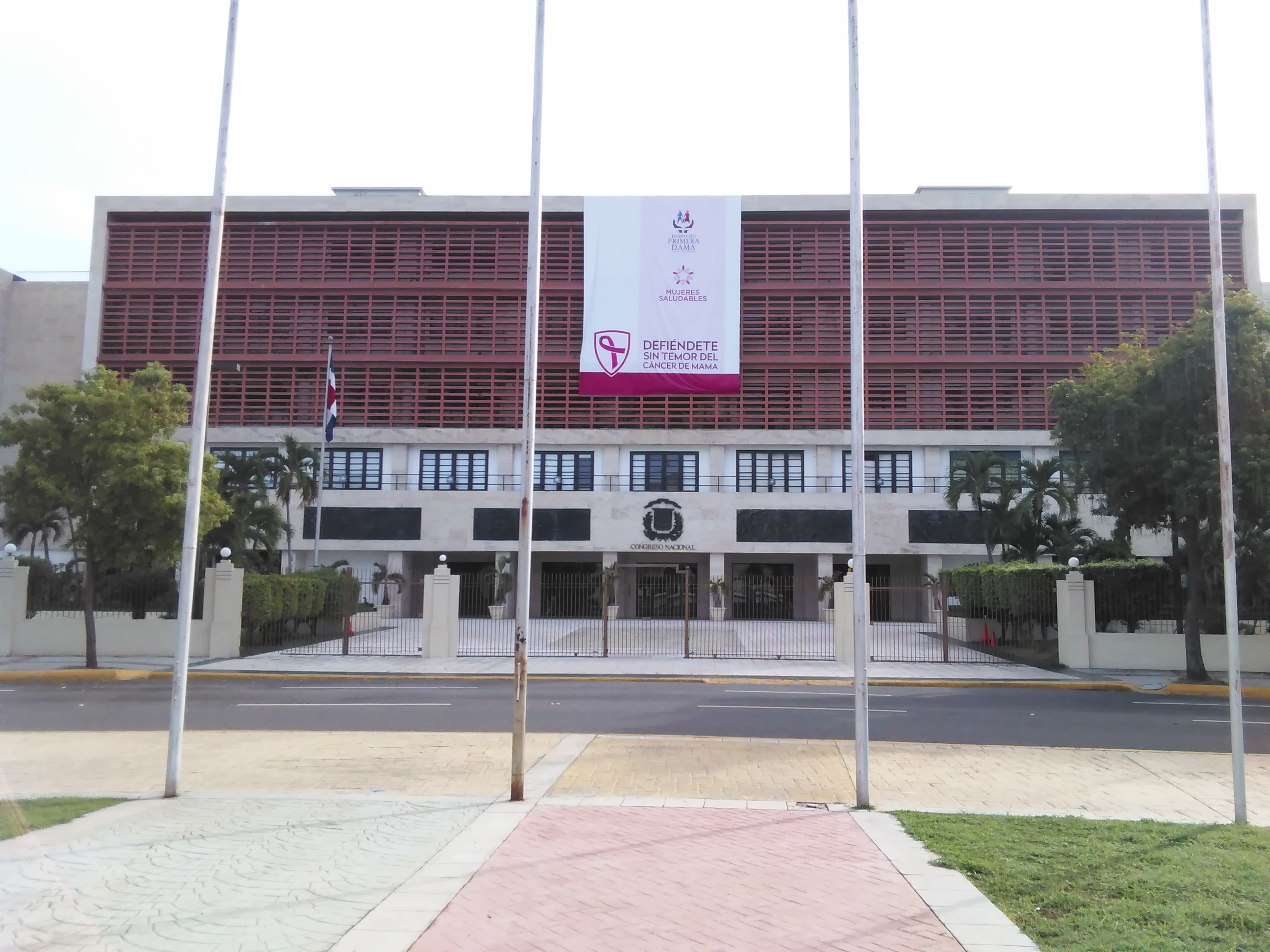
Edificio del Congreso de República Dominicana

Otro foco importante de instituciones públicas dominicanas es el Centro de los Héroes. En primer lugar, aquí encontramos la sede del Congreso Nacional, cabeza del Poder Legislativo dominicano. Pocos metros al sur se encuentran, la Procuraduría General de la República y la Suprema Corte de Justicia, cabeza del Poder Judicial dominicano.
Al otro lado de la Av. Enrique Jiménez Moya está el edificio de la Alcaldía del Distrito Nacional. También está el Instituto Cartográfico Nacional, el Tribunal Superior Electoral, el Instituto Postal Dominicano, entre otros. Yendo al norte en esta avenida se encuentran dos Ministerios:
- de Trabajo
- de Energía y Minas

### Ensanche La Fe

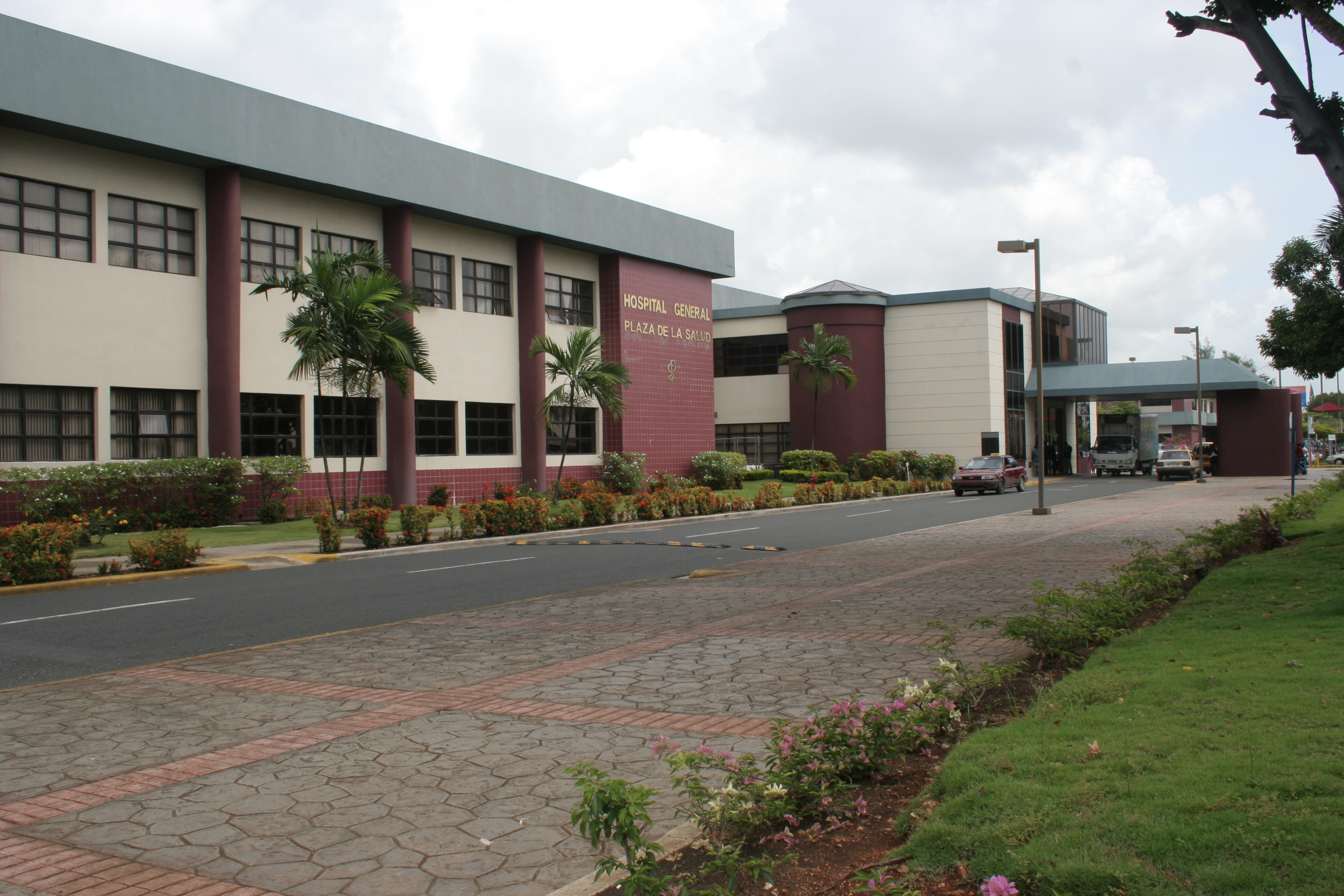
Hospital General Plaza de la Salud

Un sector central de Santo Domingo, el Ensanche La Fe está delimitado por las avenidas John F. Kennedy, Máximo Gómez, Pedro Livio Cedeño y Lope de Vega. Alberga el Estado Quisqueya Juan Marichal y el Hospital General Plaza de la Salud. Asimismo, en esta zona están las sedes de dos Ministerios:
- de Obras Públicas y Comunicaciones
- de Salud Pública y Asistencia Social

### Cayetano Germosén con Gregorio Luperón
En el extremo occidental del parque Mirador Sur, en la intersección de la Av. Cayetano Germosén y la Av. Gregorio Luperón, se encuentra el edificio que alberga los Ministerios de Turismo y de Medio Ambiente y Recursos Naturales.

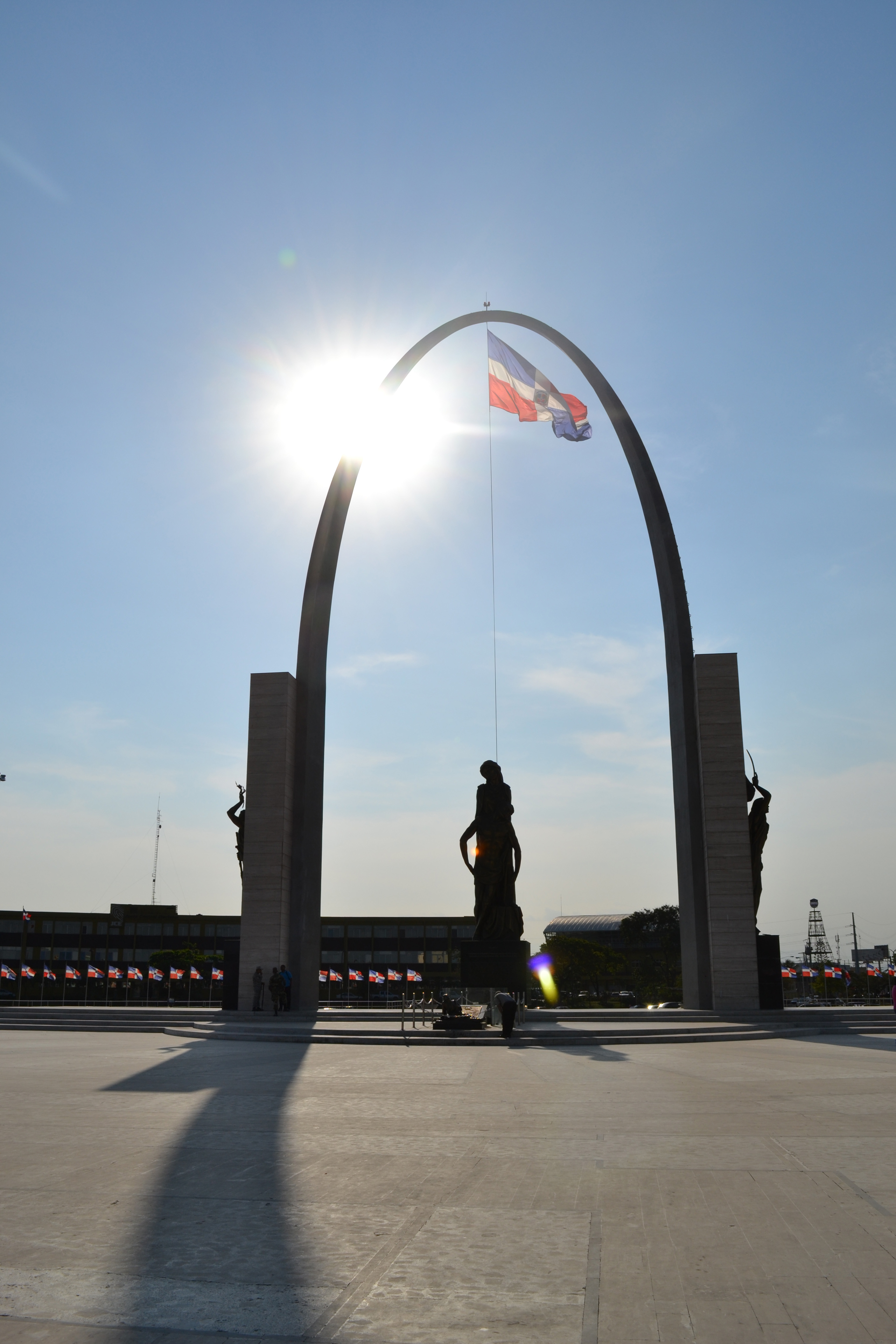
Plaza de la Bandera

### Plaza de la Bandera
En el punto donde se encuentran la Av. 27 de Febrero y la Av. Gregorio Luperón, la Plaza de la Bandera es un monumento icónico de la ciudad. Alrededor de esta plaza tenemos el Ministerio de Defensa, junto con el Club de las Fuerzas Armadas, así como la Junta Central Electoral, el Tribunal Constitucional, el Centro de Desarrollo y Competitividad Industrial, entre otros.

### Palacio de Bellas Artes
También en el sector Gazcue, próximo al Palacio de Bellas Artes, se encuentra la sede del Ministerio de Educación, en la Av. Máximo Gómez, esq. Santiago.

### Banco Agrícola y Cancillería
Entre la Av. Independencia y la Av. George Washington, cerca de la Av. Abraham Lincoln, se encuentra el Ministerio de Relaciones Exteriores, conocido también como Cancillería. Se encuentra próximo a la Embajada de España en República Dominicana. También en esta área encontramos el Banco Agrícola.

### Otras oficinas
Otros Ministerios tienen su sede alejada a la de otras instituciones. Estos son:
- Ministerio de Administración Pública - Av. 27 de Febrero
- Ministerio de Agricultura - Av. John F. Kennedy
- Ministerio de Deportes y Recreación - Centro Olímpico
- Ministerio de Industria, Comercio y Mipymes (MICM) - Av. 27 de Febrero
- Ministerio de la Juventud - Av. Enrique Jiménez Moya
- Ministerio de la Vivienda, Hábitat y Edificaciones - Av. Pedro Henríquez Ureña, esq. Alma Mater